# Oulin I.
Mansa Oulin I. auch bekannt als Yérélinkon und als Uli I. wie auch als Wali Keita, war der zweite Mansa des Mali-Reiches. Er war der Sohn und Nachfolger von Sundiata Keïta.
Oulin war einer der größten Herrscher Malis. Der Historiker Nehemia Levtzion aus dem 20. Jahrhundert vermutet, dass Oulin der erste Mansa Malis gewesen sein könnte, der seine Herrschaft auf Walata, Timbuktu und Gao ausdehnte, obwohl Timbuktu und Gao normalerweise als spätere Ergänzungen des Reiches angesehen werden.
Oulin unternahm irgendwann zwischen 1260 und 1277 die Hadsch.
Oulin wurde anscheinend von seinem Bruder Wati abgelöst.
Oulin hatte einen Sohn, Qu, der im frühen 14. Jahrhundert den Thron bestieg.